# The Lion King II: Simba's Pride
The Lion King II: Simba's Pride és una pel·lícula d'animació de 1998 dirigida per Darrell Rooney i escrita per Flip Kobler i Cindy Marcus. Es la seqüela del The Lion King (1994) i la segona entrega de la trilogia animada de The Lion King. La seva trama està influenciada per Romeu i Julieta, la famosa obra de teatre clàssic de William Shakespeare; segons el propi Rooney, el borrador final es va convertir en una variació de l'obra del propi Shakespeare.